# ساتاواپتان
ساتاواپتان (انگلیسی: Satavaptan) یک داروی پژوهشی آنتاگونیست گیرنده وازوپرسین-۲ است و برای درمان هیپوناترمی در دست توسعه بود. همچنین برای درمان آسیت در حال مطالعه بود.  توسعه آن در سال ۲۰۰۹ میلادی متوقف شد.